# Molophilus eboracensis
Molophilus eboracensis är en tvåvingeart som beskrevs av Alexander 1944. Molophilus eboracensis ingår i släktet Molophilus och familjen småharkrankar. Inga underarter finns listade i Catalogue of Life.